# Communauté de communes Des Causses à l'Aubrac
La communauté de communes Des Causses à l'Aubrac est, depuis le 1er janvier 2017, une communauté de communes française située dans le département de l'Aveyron, en région Occitanie.

## Historique
Cette communauté de communes naît de la fusion, le 1er janvier 2017, de la communauté de communes du canton de Laissac, de la communauté de communes des Pays d'Olt et d'Aubrac, de la communauté de communes du Lot et de la Serre et de la commune nouvelle de Sévérac d'Aveyron. Son siège est fixé à Palmas d'Aveyron.

## Territoire communautaire

### Composition
La communauté de communes est composée des 17 communes suivantes :

| Nom                            | Code Insee | Gentilé           | Superficie (km2) | Population (dernière pop. légale) | Densité (hab./km2) |
| ------------------------------ | ---------- | ----------------- | ---------------- | --------------------------------- | ------------------ |
| Palmas d'Aveyron (siège)       | 12177      |                   | 43,58            | 1 027 (2022)                      | 24                 |
| Bertholène                     | 12026      | Bertholénois      | 46,96            | 1 049 (2022)                      | 22                 |
| Campagnac                      | 12047      | Campagnacois      | 41,88            | 437 (2022)                        | 10                 |
| La Capelle-Bonance             | 12055      | Capelains         | 14,12            | 91 (2022)                         | 6,4                |
| Castelnau-de-Mandailles        | 12061      | Mandaillois       | 35,87            | 567 (2022)                        | 16                 |
| Gaillac-d'Aveyron              | 12107      | Gaillaciens       | 29,03            | 326 (2022)                        | 11                 |
| Laissac-Sévérac l'Église       | 12120      |                   | 33,9             | 2 148 (2022)                      | 63                 |
| Pierrefiche                    | 12182      | Pierrefichois     | 17,1             | 293 (2022)                        | 17                 |
| Pomayrols                      | 12184      | Pomayrolais       | 23,1             | 118 (2022)                        | 5,1                |
| Prades-d'Aubrac                | 12187      | Pradésiens        | 46,64            | 310 (2022)                        | 6,6                |
| Saint Geniez d'Olt et d'Aubrac | 12224      |                   | 90,17            | 2 167 (2022)                      | 24                 |
| Saint-Laurent-d'Olt            | 12237      | Saint-Laurentéens | 28,74            | 631 (2022)                        | 22                 |
| Saint-Martin-de-Lenne          | 12239      | Saint-Martiniers  | 9,48             | 334 (2022)                        | 35                 |
| Saint-Saturnin-de-Lenne        | 12247      | Saint-Saturninois | 33,81            | 325 (2022)                        | 9,6                |
| Sainte-Eulalie-d'Olt           | 12219      | Sainte-Eulaliens  | 17,48            | 371 (2022)                        | 21                 |
| Sévérac d'Aveyron              | 12270      |                   | 208,72           | 4 044 (2022)                      | 19                 |
| Vimenet                        | 12303      | Vimenetois        | 20,95            | 249 (2022)                        | 12                 |

### Démographie
| 1968   | 1975   | 1982   | 1990   | 1999   | 2008   | 2013   | 2018   |
| ------ | ------ | ------ | ------ | ------ | ------ | ------ | ------ |
| 15 933 | 14 979 | 14 323 | 13 806 | 13 589 | 14 260 | 14 504 | 14 524 |

## Administration

### Siège
Le siège de la communauté de communes est situé à Palmas d'Aveyron.

### Les élus
Le conseil communautaire de la communauté de communes Des Causses à l'Aubrac se compose de 43 conseillers représentant chacune des communes membres et élus pour une durée de six ans.
Ils sont répartis comme suit :
| Nombre de conseillers | Communes                                                |
| --------------------- | ------------------------------------------------------- |
| 11                    | Sévérac d'Aveyron                                       |
| 6                     | Saint Geniez d'Olt et d'Aubrac                          |
| 5                     | Laissac-Sévérac l'Église                                |
| 3                     | Bertholène, Palmas d'Aveyron                            |
| 2                     | Campagnac, Castelnau-de-Mandailles, Saint-Laurent-d'Olt |
| 1 (+ 1 suppléant)     | les 9 autres communes                                   |

### Présidence
| Période | Période  | Identité         | Étiquette | Qualité                       |
| ------- | -------- | ---------------- | --------- | ----------------------------- |
| 2017    | 2020     | Jean-Paul Peyrac | DVD       | maire de Palmas d'Aveyron     |
| 2020    | En cours | Christian Naudan |           | maire de Sainte-Eulalie-d'Olt |

### Régime fiscal et budget
Le régime fiscal de la communauté d'agglomération est la fiscalité professionnelle unique (FPU).